# Bradina aaronalis
Bradina aaronalis là một loài bướm đêm trong họ Crambidae.